# 共轭猪笼草
共轭猪笼草（学名：Nepenthes zygon）是原产于菲律宾的豬籠草，該種的标本源自邱园皇家植物园栽培的一株豬籠草，是由罗伯特-坎特利於1997年在民答那峨島帕西安山采集的种子培育而成。

## 名稱由來
「Zygon」这个词在这里作为名词使用，源于希腊语，意为 "轭 "或 "耦合"，用以表示其与民答那峨島豬籠草的密切联系。